# Aretha Franklin
Aretha Louise Franklin (Memphis, Tennessee, 1942. március 25. – Detroit, Michigan, 2018. augusztus 16.) tizennyolcszoros Grammy-díjas amerikai énekesnő-dalszerző. Az amerikai zene és előadóművészet egyik önmagán is túlmutató jelentőségű művésze. Az 1960-as évek végétől a gospel- és blueseredetű soul stílus királynőjének tartják.
Franklin már gyerekkorában gospelt énekelt tiszteletes édesapja templomában. 1960-ban, 18 évesen elkezdett érdeklődni a világi zene iránt, így karrierjét is erre építette fel. A Columbia Records kiadó számára kezdett felvenni dalokat, a siker azonban nem volt áttörő. 1967-ben leszerződött az Atlantic Records kiadóhoz, amely gondozásában olyan kritikailag és kereskedelmileg sikeres dalokat adtak ki, mint a Respect, a (You Make Me Feel Like) A Natural Woman, a Spanish Harlem, a Think és az I Say a Little Prayer. Franklin olyan sikeres albumokat vett fel a 60-as évek végén, illetve a 70-es évek elején, mint az I Never Loved a Man the Way I Love You, a Lady Soul, a Young, Gifted and Black és az Amazing Grace. Az 1970-es közepére lemezkiadó cégével problémák merültek fel. 1979-ben Franklin otthagyta az Atlanticot és átszerződött az Arista Records kiadóhoz, aminek támogatásával szerepelt a Blues Brothers című zenés filmben, illetve felvette a Jump to It és a Who's Zoomin' Who? című albumokat.
1998-ban újabb nagy sikert ért el, amikor a 40. Grammy-gálán Luciano Pavarotti helyett elénekelte a Nessun dorma című áriát. Ugyanabban az évben érte el utolsó Top 40-es helyezését az A Rose Is Still a Rose című felvételével. Franklin diszkográfiájában olyan további híres dalok szerepelnek, mint a Rock Steady, a Jump to It, a Freeway of Love, a Who's Zoomin' Who, a Chain Of Fools, az I Knew You Were Waiting (For Me) (George Michaellel), valamint a The Rolling Stones zenekar Jumpin' Jack Flash című dalának feldolgozása. Felvételei közül összesen 112 került fel a Billboard slágerlistáira: a Billboard Hot 100 listán 77, a legjobb tíz popdal között 17 dala szerepelt, az R&B slágerlista csúcsát pedig hússzor érte el, amivel a Billboard történetében a listákon legtöbbet szereplő női előadóvá vált.
Több évtizedes karrierje során Franklint összesen 44 Grammy-díjra jelölték, melyekből tizennyolcat nyert el. 1968 és 1975 között minden évben megkapta a legjobb női R&B előadónak járó Grammy-trófeát. 75 millió példányszámban értékesített lemezeivel minden idők egyik legsikeresebb előadója. 1987-ben az első női előadóként választották be a Rock & Roll Hírességek Csarnokába. 2005-ben az UK Music Hall of Fame-be, 2012-ben pedig a GMA Gospel Music Hall of Fame-be került be. Franklin többször is említésre kerül az amerikai Rolling Stone magazin „minden idők legjobbjai” listáin: amellett, hogy szerepel „Minden idők 100 legjobb előadója” között, a magazin megválasztotta Franklint minden idők legjobb énekesének.

## Gyermekkora

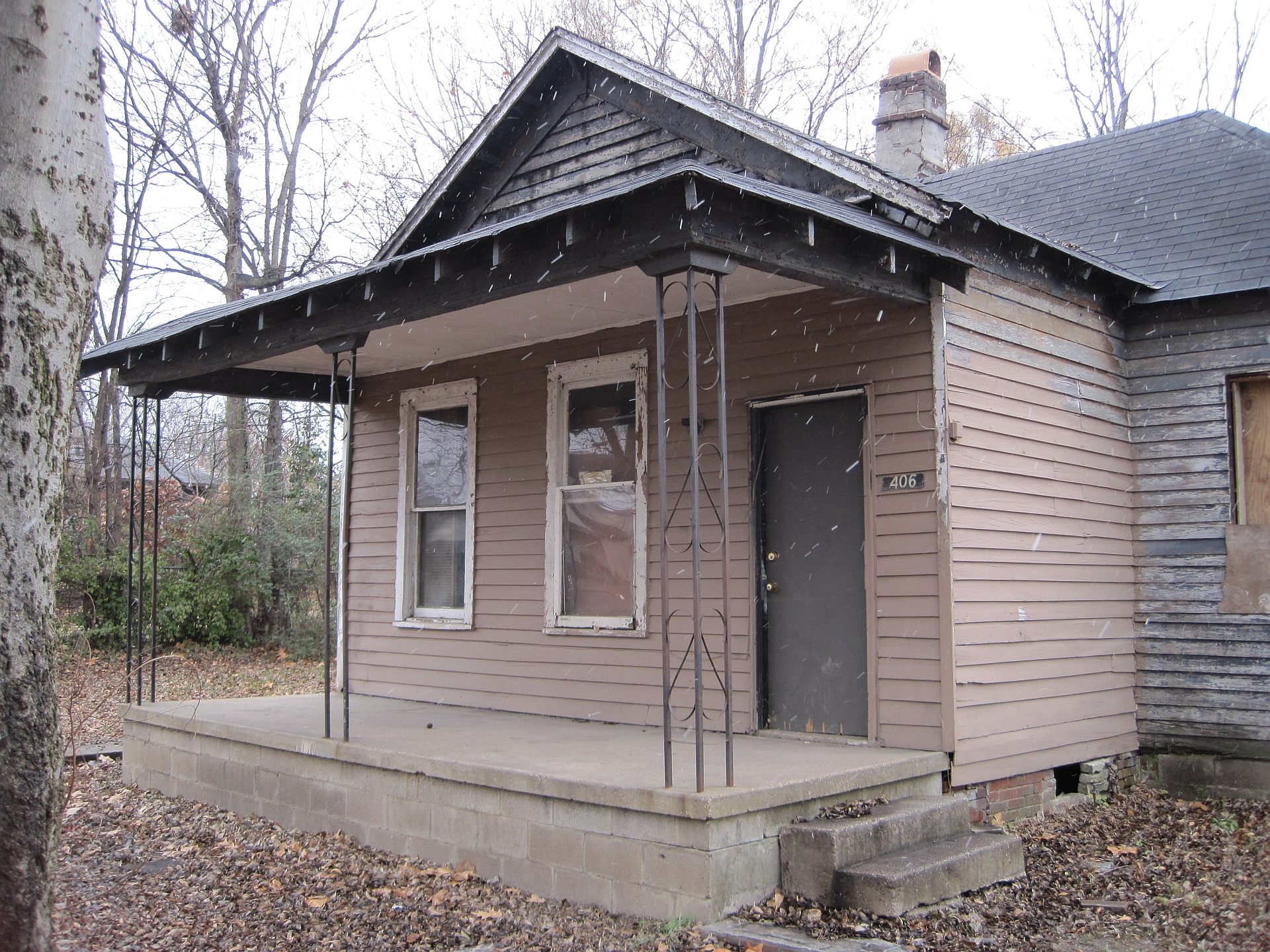
Franklin szülőháza a Tennessee állambeli Memphisben

Aretha Louise Franklin 1942. március 25-én született Barbara Siggers és Clarence LaVaughn „C. L.” Franklin gyermekeként. Családja otthonában született, a 406 Lucy Avenue  cím alatt, Memphisben, Tennessee államban. Édesapja a Mississippi állami Shelbyből származó baptista prédikátor, édesanyja elismert zongorista és énekes volt. Mr. és Mrs. Franklinnek a négy közös gyermekükön kívül korábbi kapcsolataiból is voltak gyermekei. Amikor Aretha kétéves volt, a család a New York állambeli Buffalóba költözött. Ötödik születésnapja előtt nem sokkal, C.L. Franklin a Michigan államban található Detroitba költöztette családját, ahol a New Bethel Baptist Church lelkészeként dolgozott.
Franklin szülei 1948-ban elváltak egymástól a férfi hűtlensége miatt. Ekkor Barbara Franklin visszatért Buffalóba Aretha féltestvérével, Vaughn-nal. A különválás után Aretha nyaranta meglátogatta édesanyját Buffalóban, Barbara Franklin pedig gyakran visszatért Detroitba. Aretha édesanyja 1952. március 7-én, Aretha 10. születésnapja előtt szívrohamban meghalt. Több nő, köztük Aretha nagymamája, Rachel és Mahalia Jackson felváltva segített a gyerekekkel a Franklin-házban. Ez idő alatt Aretha megtanult zongorázni hallás után. Detroitban állami iskolába járt, az első évét a Northern High Schoolban végezte, de a második évben otthagyta.
Aretha apját érzelemvezérelt prédikációi miatt úgy ismerték, mint a „millió dolláros hangú” embert. Több ezer dollárt keresett az ország különböző templomaiban tartott prédikációival. Hírneve oda vezetett, hogy otthonát különböző hírességek látogatták meg. A látogatók között volt többek között Clara Ward, James Cleveland gospelzenész, valamint Albertina Walker és Inez Andrews, a Caravans korai tagjai. Martin Luther King Jr., Jackie Wilson és Sam Cooke is C. L. Franklin barátjává vált. Ward körülbelül 1949-től Ward 1973-ban bekövetkezett haláláig romantikus kapcsolatban állt Aretha apjával, bár Aretha „inkább szigorúan barátként tekintett rájuk”. Ward a fiatal Aretha számára példaképként is szolgált.

## Karrier

### A kezdetek (1952–1960)
Édesanyja halála után Franklin a New Bethel templomban kezdett énekelni. Egyik első éneke a Jesus, Be a Fence Around Me volt. Négy évvel később, tizennégy éves korában Franklint édesapja kezdte menedzselni: apja magával vitte Franklint a különböző templomokba, ahol a lány gospel stílusú dalokat énekelt. C. L. mindenben segítette lányát, többek között hozzájárult ahhoz is, hogy Franklin megkösse élete első lemezszerződését a J.V.B. Records kiadóval, ahol 1956-ban Songs of Faith címmel megjelent első albuma. Az albumról két dal jelent meg kislemezként (Never Grow Old és a Precious Lord, Take My Hand), amiket a gospel rádióknak is kiküldtek. Franklin néhány alkalommal együtt utazott a The Caravans és a The Soul Stirrers elnevezésű gospelzenekarokkal, amely során megismerkedett Sam Cooke-kal.
18 éves korában Franklin tudatta édesapjával, hogy Sam Cooke-kal kíván tovább dolgozni a popzene világában. Mint menedzsere, C. L. beleegyezett lánya döntésébe és segített neki felvenni egy kétdalos demót, ami aztán a Columbia Records figyelmét is felkeltette. A lemezkiadó 1960-ban szerződést kötött Franklinnel. A szerződés megkötését megelőzően Sam Cooke megpróbálta meggyőzni Franklin édesapját, hogy az RCA kiadóhoz küldje lányát. Franklin első Columbia-kislemeze, a  Today I Sing the Blues 1960 szeptemberében jelent meg és bejutott a Billboard Hot Rhythm & Blues Sellers listájának legjobb tíz dala közé.

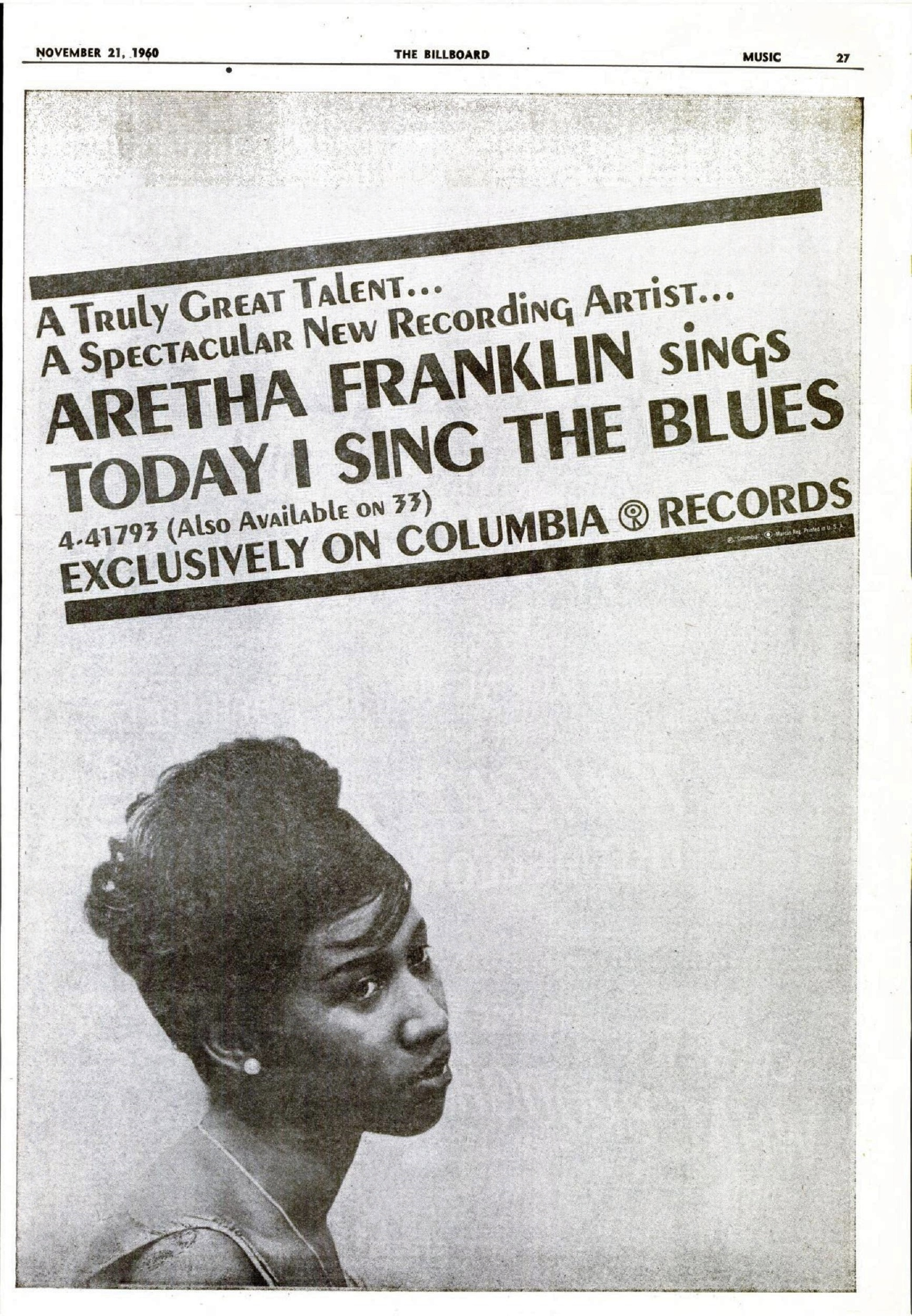
A Billboard magazin reklámja Franklin debütáló, Today I Sing the Blues című kislemezéhez 1960-ban

### Kezdeti sikerek (1961–1966)
1961 januárjában a Columbia kiadta Franklin első világi zenei albumát Aretha: With The Ray Bryant Combo címmel. Ezen albumon szerepelt az első dala, amely bejutott a Billboard Hot 100-as kislemezlistára. A Won't Be Long emellett a hetedik helyig jutott az R&B dalokat rangsoroló slágerlistán. A főleg Clyde Otis keze által készített Columbia-felvételek több zenei műfaj között váltakoztak, úgy mint standardok, vocal jazz, blues, doo-wop és rhythm and blues. Év vége előtt Franklin megszerezte első Top 40-es helyezését a Rock-a-Bye Your Baby with a Dixie Melody sajátos feldolgozásával, amelynek B oldalán a Operation Heartbreak című R&B sláger volt megtalálható. A Rock-a-Bye lett Franklin első nemzetközileg is sikeres dala, bejutott a Top 40-es mezőnybe Ausztráliában és Kanadában is. 1961 végén a Down Beat magazin Franklint új sztárnak nevezte meg és kimagasló énektudásáról írt. 1962-ben két újabb album jelent meg a Columbia gondozásában: ezek a The Electrifying Aretha Franklin és a The Tender, the Moving, the Swinging Aretha Franklin voltak. Utóbbi a 69. helyig jutott a Billboard Pop LPs listán.
1964-ig Franklin folyamatosan vette fel az újabb és újabb popdalokat. A Runnin' Out of Fools című felvételével 1965 elején bejutott az R&B slágerlista legjobb tíz dala közé. 1965-ben és 1966-ban két dala jutott be az R&B listára, ezek a One Step Ahead és a Cry Like a Baby voltak, míg You Made Me Love You és (No, No) I'm Losing You című felvételei az  Easy Listening listákra kerültek fel. A 60-as évek közepére Franklin kb. 100 ezer dollárt keresett a klubokban és színházakban vállalt fellépéseivel. Ebben az időszakban Franklin olyan rock and roll műsorokban tűnt fel, mint a Hollywood A Go-Go és a Shindig!. Többen vitatták azonban, hogy Franklin kitörési lehetőségeit kiadója elhanyagolta.

### Kereskedelmi sikerek (1967–1979)

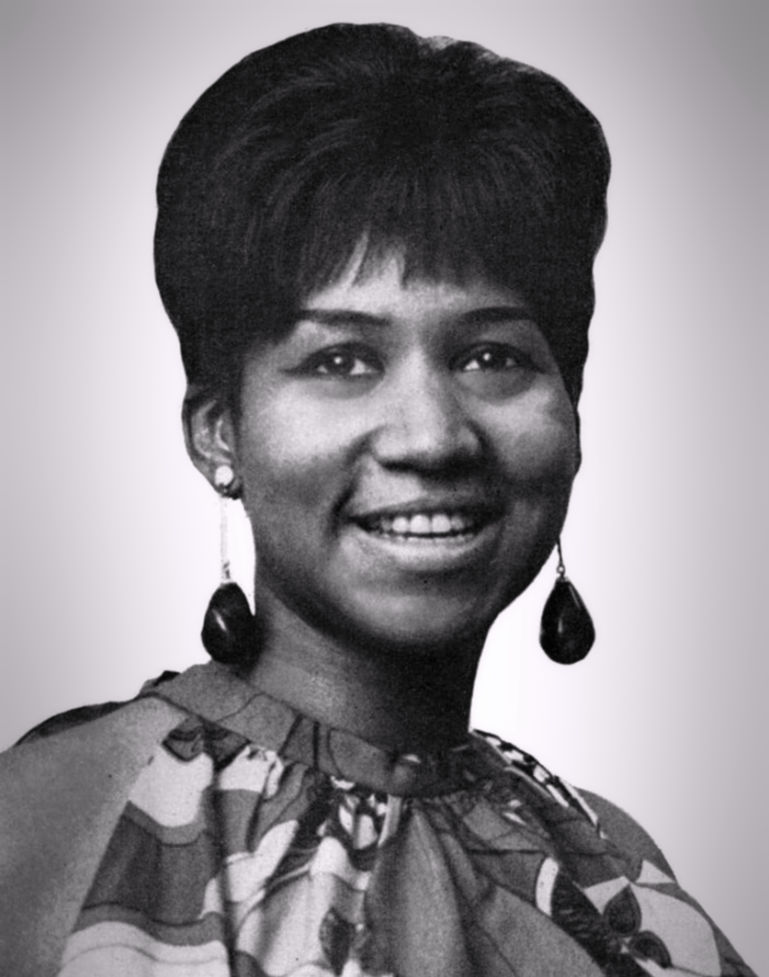
Franklin 1967-ben

1966 novemberében, hat év után Franklin úgy döntött, hogy nem hosszabbítja meg szerződését a Columbia kiadóval, helyette átszerződött az Atlantic Recordshoz. 1967 januárjában Alabama államba utazott, hogy a FAME Studiosban felvegye az I Never Loved a Man (The Way I Love You) című dalt a híres Muscle Shoals Rhythm Section zenekar előtt. A dalt végül februárban ki is adták, amely a Billboard Hot 100 listán a kilencedik helyig jutott, ezzel Franklin megszerezte első Top 10-es helyezését, míg az R&B listán listavezető pozícióig is elért. A B oldalon található Do Right Woman, Do Right Man bekerült az R&B Top 40-be. Áprilisban az Atlantic kiadta Otis Redding Respect című dalát Franklin feldolgozásában. A felvétel az R&B és a popdalokat rangsoroló listákon egyaránt listavezető volt és Franklin egyik leghíresebb dalává vált. A későbbiekben a polgárjogokért folyó küzdelem és a feminizmus egyik legfontosabb himnusza lett.
Franklin első Atlantic-albuma, az I Never Loved a Man the Way I Love You kereskedelmileg sikeresnek bizonyult, később az aranyminősítést is elérte. 1967-ben Franklin további két dallal tűnt fel a listák élvonalában: ezek a Baby I Love You és a (You Make Me Feel Like A) Natural Woman voltak. A producer Jerry Wexler segítsége nagyban hozzájárult az énekesnő sikereihez. 1968-ban Franklin két újabb sikeres albummal jelentkezett: januárban a Lady Soul, júniusban az Aretha Now jelent meg. Ez a két album tartalmazza az énekesnő leghíresebb dalainak többségét (Chain of Fools, Ain't No Way, Think és I Say a Little Prayer). 1968 februárjában Franklin megkapta első két Grammy-díját, köztük a legjobb R&B énekesnőnek járó elismerést. 1968 júniusában Franklin a Time magazin címlapján szerepelt.
Franklin jelentős sikerei az 1970-es évek elejéig folytatódtak. Ekkor olyan Top 10-es dalokat vett fel, mint a Spanish Harlem, a Rock Steady és a Day Dreaming, illetve olyan sokak által méltatott lemezeket, mint a Spirit in the Dark, a Young, Gifted & Black és az Amazing Grace című gospelalbum, amely több mint 2 millió példányban kelt el. 1971-ben Franklin volt az első R&B előadó, aki a Fillmore West főfellépője volt, ugyanabban az évben megjelent Aretha Live at Fillmore West című koncertalbuma. Franklin karrierje hullámvölgybe került Hey Now Hey című albumának felvételekor, melyen Quincy Jones is dolgozott. Angel című kislemeze ugyan sikeresnek bizonyult, az album az 1973-as megjelenést követően megbukott. Franklin az R&B slágerlistákon továbbra is sikeresen teljesített. Olyan dalokkal tűnt fel rajtuk, mint az Until You Come Back to Me és az I'm in Love. 1975-re az énekesnő albumai és dalai már nem voltak listavezetők. Miután Jerry Wexler átszerződött az Atlantictól a  Warner Bros. Records kiadóhoz, Franklin Curtis Mayfielddel kezdett dolgozni a Sparkle című dráma filmzenéjén. Az album meghozta Franklin számára az évtizedben utoljára a Top 40-es helyezést a Something He Can Feel című dallal, amely első helyezett lett az R&B listán. Franklin soron következő albumai az Atlantic kiadónál, a Sweet Passion, az Almighty Fire és a La Diva mind megbuktak a slágerlistákon, aminek következtében 1979-ben az énekesnő úgy döntött, hogy otthagyja kiadóját.

### Az Arista kiadónál (1980–2007)

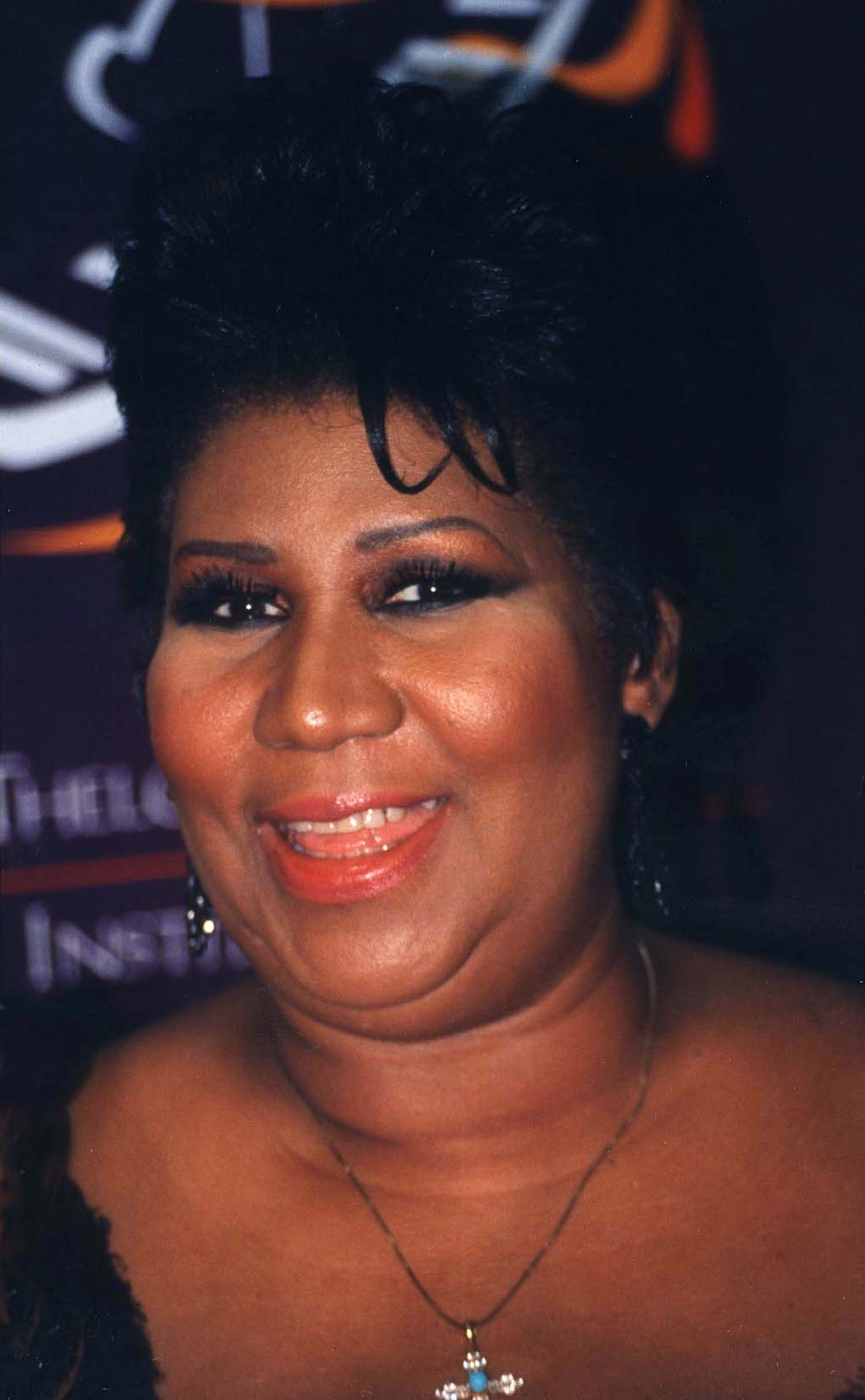
Franklin 1998-ban

1980-ban, miután kilépett az Atlantic Recordstól, Franklin leszerződött Clive Davis Arista Records kiadójához. Ugyanabban az évben fellépett a londoni Royal Albert Hall színpadán II. Erzsébet brit királynő előtt. Szintén 1980-ban egy vendégszerep erejéig feltűnt a Blues Brothers című filmben. Új kiadójánál megjelent első albumáról, az Aretha-ról megjelent United Together című dala, amely a harmadik helyet szerezte meg az R&B slágerlistán. Az albumon szerepelt továbbá Otis Redding I Can't Turn You Loose című dalának feldolgozása, melyet Grammy-díjra is jelöltek. Következő, 1981-ben kiadott Love All the Hurt Away című lemezén kapott helyet a címadó dal George Bensonnal közösen felvett duettje, valamint a Grammy-díjat is nyert Hold On, I'm Comin című feldolgozás. 1982-ben jelent meg Jump to It című nagylemeze, melynek címadó dalával hat év eltelte után Franklin visszatért a poplisták Top 40-es mezőnyébe.
1985-ben került kiadásra ötödik albuma az Arista kiadónál, amely a Who's Zoomin' Who? címet kapta. Ez volt az énekesnő első albuma, amely elérte a platinaminősítést, miután meghaladta az egymilliós eladást az olyan slágereknek köszönhetően, mint a Freeway of Love, a Who's Zoomin' Who? és az Another Night. Aretha című 1986-os albuma hasonló sikereket hozott, olyan slágerekkel rajta, mint a Jumpin' Jack Flash, a Jimmy Lee és az I Knew You Were Waiting for Me, melyet George Michaellel közösen vett fel és világszerte listavezető volt. Franklin részt vett az A Different World és a Together című műsorokhoz készített betétdalok felvételében. 1987-ben adta ki harmadik gospelalbumát, amely a One Lord, One Faith, One Baptism címet kapta. A dalokat az elhunyt édesapja New Bethel templomában vették fel. 1989-ben a lemezt a Through the Storm követte. Az 1991-ben megjelent What You See is What You Sweat című albuma nem teljesített jól a slágerlistákon. Franklin 1993-ban tért vissza a listákra A Deeper Love című dalával, majd 1994-ben a Top 40-be is bejutott a Willing to Forgive-vel.
1998-ban karrierjében utoljára Franklin visszatért a slágerlisták Top 40-es mezőnyébe A Rose Is Still a Rose című dalával, melynek produceri munkálatait Lauryn Hill végezte. A hasonló című album aranyminősítést szerzett. Ugyanabban az évben újabb nagy sikert ért el, amikor a 40. Grammy-gálán a gyengélkedő Luciano Pavarotti helyett elénekelte a Nessun dorma című áriát. Franklin fellépését a szakmabeliek azóta is a Grammy-gálák történetének egyik legkiemelkedőbb előadásának tartják. Az Arista-nál 2003-ban jelent meg utoljára albuma, ez a So Damn Happy, melyen helyen kapott a Grammy-díjat nyert Wonderful című felvétel. 2004-ben Franklin bejelentette, hogy húsz év után otthagyja az Arista kiadót. A kiadó felé való kötelezettségei miatt Franklin 2007-ben kiadta a Jewels in the Crown: All-Star Duets with the Queen című duett válogatáslemezt. A következő évben a DMI Records gondozásában jelent meg karácsonyi albuma, a This Christmas, Aretha.

### Utolsó évei (2008–2018)

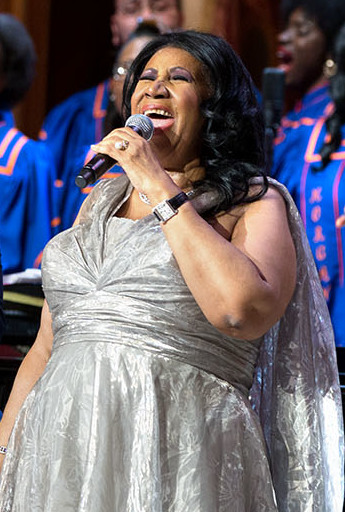
Franklin fellépés közben a Fehér Házban 2015-ben

2006-ban Detroitban, a Super Bowl XL-n elénekelte az amerikai himnuszt Aaron Neville-lel és Dr. Johnnal együtt. Később, 2009-ben sokan méltatták előadását, amely során a My Country 'Tis of Thee című dalt énekelte el Barack Obama amerikai elnök beiktatási ünnepségén. 2010-ben tiszteletbeli diplomát vehetett át az amerikai Yale Egyetemtől. 2011-ben saját, Aretha's Records kiadóján keresztül megjelentette Aretha: A Woman Falling Out Of Love című albumát.
2014-ben szerződést kötött az RCA Records kiadóval. Clive Davis-szel közösen munkálkodott következő albumán olyan producerekkel, mint Babyface és Danger Mouse. 2014. szeptember 29-én feltűnt a Late Show with David Letterman című műsorban, ahol nagy sikerrel előadta Adele Rolling in the Deep című dalát, valamint az Ain't No Mountain High Enough-t. Többek között a Rolling in the Deep is helyet kapott a 2014. október 21-én megjelent Aretha Franklin Sings the Great Diva Classics című negyvenegyedik stúdióalbumán, melyet az RCA-n keresztül adott ki. 2014 októberében Franklin az első női előadóvá vált, akinek 100 dala jutott be a Billboard Hot R&B/Hip-Hop Songs listára, miután a Rolling in the Deep feldolgozásával a 47. helyet szerezte meg rajta.
2015 decemberében előadta a (You Make Me Feel Like) A Natural Woman című dalt a 2015-ös Kennedy Center Honors-on, amely során dalszerzőtársa, Carole King előtt tisztelgett. Előadása közben Franklin a színpadon ledobta magáról szőrmebundáját, mire a közönség azonnal felállt és állva tapsolva ünnepelték, köztük Barack Obama amerikai elnök is. 2016-ban Hálaadás napján a detroiti Ford Field stadionban elénekelte az amerikai himnuszt a Minnesota Vikings és Detroit Lions közti amerikaifutball-mérkőzés előtt. 2017 novemberében a Royal Filharmonikus Zenekarral együttműködve megjelent negyvenkettedik stúdióalbuma A Brand New Me címmel, melyen archív felvételek hallhatók a múltból. A lemez az ötödik helyig jutott a Billboard Top Classical Albums listán.

## Zenei stílusa és megítélése
Richie Unterberger amerikai szakújságíró szerint Franklin „a soul és önmagában az amerikai popzene legnagyobbjai közé tartozik”. Zenei stílusát leginkább a soul és a gospel keveredése jellemzi. Karrierje során a legtöbb kritikus kiváló énekesnőként és zenészként írt róla: többen is kiemelték énekhangjának rugalmasságát, zongoratudását, illetve érzelmes előadásmódját. Franklin hangja mezzoszoprán. Szakmabeliek általában méltatták Franklin feldolgozásait, melyeket más előadók dalaiból vett fel. Első stúdióalbumát, a Songs of Faith-et tizennégy éves korában jelentette meg; Jerry Wexler zenei producer szerint Franklin hangja „korántsem volt olyan, mint egy gyereké”. Az énekesnő arculata többször is átalakulásokon esett át a karrierje során. Az 1960-as években tupírozott frizurájáról és extravagáns megjelenéséről volt közismert. Gyakran nercbundában, valamint tollakkal díszített öltözékekben lépett fel. Szőrmebundái miatt Franklin többször is a PETA állatvédő szervezet célkeresztjébe került, akik többször is megválasztották őt az év legrosszabbul öltöző személyének.

## Magánélete
Detroiti tartózkodása után, az 1960-as években Franklin New Yorkba költözött, ahol egészen a 70-es évekig élt; ekkor Los Angelesbe helyezte át székhelyét. Egészen 1982-ig élt az amerikai nagyvárosban. Ezután Franklin visszaköltözött Michigan államba, hogy gyengélkedő édesapja és testvérei mellett legyen. 1984-ben egy baleset miatt Franklin félni kezdett a repüléstől, ezért ezután csakis Észak-Amerikában vállalt fellépéseket.
Franklinnek négy fia született. Első gyermekével (Clarence, 1955. január 28.) 12 éves korában lett várandós. A gyermek édesapja Donald Burk, az énekesnő korábbi iskolatársa. 1957-ben, 14 évesen szülte meg második gyermekét, Edwardot. Mindkét fia édesanyja családnevét kapta meg. Míg Franklin karrierjével volt elfoglalva, a gyermeknevelésben nagymamája, Rachel és testvére, Erma segítettek. Franklin harmadik fia Ted White Jr., vagy ismertebb nevén Teddy Richards 1964-ben született. Édesanyja koncertjein a zenekar tagja volt. Franklin legfiatalabb gyereke, Kecalf Cunningham 1970. március 28-án született az énekesnő menedzserétől.
Franklin kétszer volt férjnél. 1961-ben édesapja kifogásai ellenére hozzáment Ted White-hoz. A családon belüli erőszakkal tarkított, vitákkal teli házasság 1969-ben ért véget. 1978. április 11-én összeházasodott a színész Glynn Turmannel. Turman előző házasságából három gyerek született, akiknek Franklin lett a mostohaanyja. A pár 1982-ben különvált, amikor Franklin Kaliforniából visszaköltözött Michiganbe. 1984-ben elváltak egymástól. Új párjával, Willie Wilkersonnal többször is eljegyezték egymást, esküvőre azonban végül nem került sor.
Franklin lánytestvérei, Erma és Carolyn hivatásos zenészek voltak. Részt vettek Franklin dalainak felvételein is, amelyek során háttérvokáloztak. A Ted White-tal zátonyra futott házassága után Franklin menedzsere bátyja, Cecil lett egészen 1989. december 26-ig, amikor Cecil tüdőrákban elhunyt. Húga, Carolyn 1988 áprilisában mellrákban, míg nővére, Erma 2002 szeptemberében torokrákban halt meg. Franklin féltestvére, Vaughn két hónappal Erma halála után, 2002 végén hunyt el. 1979. június 10-én Franklin a Las Vegas-i Aladdin Hotelben lépett fel, amikor édesapját, C. L.-t kétszer meglőtték detroiti otthonában. Hat hónapos kórházi kezelés után, C. L.-t hazaküldték 24 órás felügyelet mellett. 1982 végén Aretha visszaköltözött Detroitba, hogy édesapja ellátását segítse, aki 1984. július 27-én hunyt el.
Karrierje során Franklin olyan művészekkel kötött barátságot, mint Dionne Warwick, Mavis Staples és Cissy Houston, aki a Sweet Inspirations lánycsapat tagjaként többször is együtt énekelt Franklinnel. Cissy részt vett Aretha Ain't No Way című dalának felvételén. Franklin az 1970-es évek elején ismerte meg Cissy lányát, Whitney Houstont. Franklin Whitney keresztanyja lett. Whitney Houston 2012. február 11-én hunyt el, halála Aretha Franklint is meglepte. Eredetileg Franklin is fellépett volna a Whitney számára szervezett megemlékezésen február 18-án, lábfájdalmai miatt azonban nem tudott részt venni az eseményen. Távolléte miatt sok kritika illette Franklint, aki válaszul csak annyit mondott, hogy „Isten tudja, hogy ott akartam lenni, de nem tudtam.”

### Egészségi problémák
Franklin éveken át küzdött testsúlyproblémákkal. 1974-ben egy gyorsított diétának köszönhetően 18 kilótól szabadult meg, majd tartotta is új súlyát az évtized végéig. Az 1990-es évek elején újra sikerült pár kilót leadnia, később azonban nem sikerült megtartania súlyát. Franklin korábban láncdohányos volt, illetve az alkohollal is akadtak problémái. A dohányzást 1992-ben abbahagyta. 1994-ben elárulta, hogy életmódja rossz hatással volt a hangjára. Később, 2003-ban elárulta, hogy miután letette a cigarettát, testsúlya kezelhetetlenné vált.

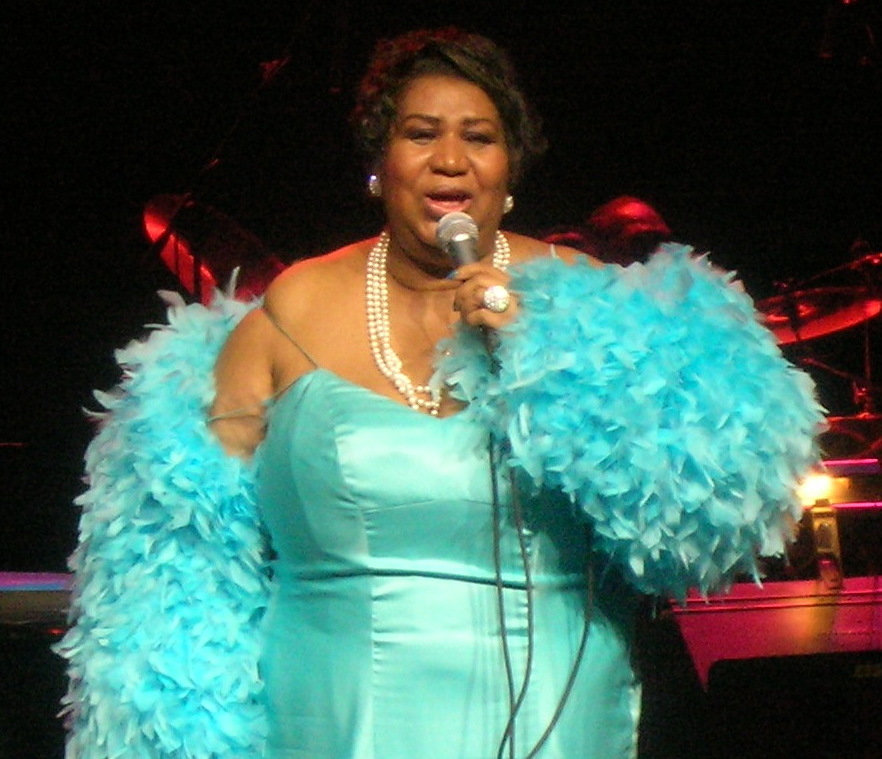
2007-ben

2010-ben Franklin több koncertet is lemondott, hogy egy, a média elől eltitkolt daganat miatt megműtsék. 2011-ben orvosát idézve úgy nyilatkozott az operációról, hogy „15-20 évvel hosszabbíthatja meg az életét”. Franklin tagadta azon pletykákat, melyek arról szóltak, hogy hasnyálmirigyrák miatt betegeskedett. 2011. május 19-én került sor visszatérő fellépésére Chicagóban. 2013 májusában ismét lemondta néhány koncertjét, hogy újabb orvosi kezelések alá vesse magát. A rákövetkező hetekben Franklin sorra mondta le fellépéseit. Az eredeti tervektől eltérően a július 27-i clarkstoni (Michigan) koncertet is elhalasztották orvosi kezelések miatt. Augusztusban szintén több megjelenését visszamondta. További egészségi okokra hivatkozva szeptember 21-i atlantai koncertjét is lemondta. Egy telefonos interjú során az Associated Pressnek Franklin elárulta, hogy csodával határos módon gyógyult fel nem nyilvános betegségéből, kijelentve, hogy „85%-ban egészséges” és annak érdekében hogy ez sikerüljön, több fellépését is le kellett mondania. Felépülését követően Franklin visszatért a színpadra. 2013 végén karácsonyi koncertet adott Detroitban. 2014 nyarán kisebb turnéra indult Észak-Amerikában. A miniturné 2014. június 14-én indult a New York-i Radio City Music Hallból.
2017-ben Franklin ismét több koncertet lemondott egészségi problémákra hivatkozva. Egy szabadtéri detroiti fellépése során arra kérte a közönséget, hogy „imádkozzanak érte”. 2017 júliusában tért vissza Franklin a színpadra Virginia államban. Az énekesnő szemmel láthatóan leadott súlyából. 2017 novembere után már nem lépett színpadra, mivel későbbi fellépéseit is lemondta orvosi utasításra hivatkozva.

### Halála
2018 augusztusában nyilvánosságra került, hogy Aretha Franklin „súlyos beteg” és rendkívül rossz egészségi állapotban van. Detroiti betegágyához családja és hozzátartozói mellett többek között olyan hírességek látogattak el, mint Stevie Wonder vagy Jesse Jackson. Aretha Franklin 2018. augusztus 16-án hunyt el családja körében detroiti otthonában. Halálát hasnyálmirigyrák okozta. Halálhíre után számos közéleti személy és politikus részvétét fejezte ki a család részére, köztük Barack Obama, aki Amerika egyik meghatározó figurájának nevezte Franklint.
Augusztus 19-én megemlékezést tartottak az énekesnő emlékére a detroiti New Bethel baptista templomban. Augusztus 31-i temetése előtt két napig kiállították Franklin aranykoporsóját a Charles H. Wright Museum of African American History múzeumban, ahol bárki tiszteletét tehette az énekesnő előtt. Augusztus 31-én végleg elbúcsúztatták Franklint Detroitban. A Greater Grace templomban számos híresség és politikus megjelent, a média élőben közvetítette a búcsúztatást. Többek között fellépett vagy beszédet mondott Ariana Grande, Bill Clinton, Faith Hill, Fantasia, a The Clark Sisters, Ronald Isley, Chaka Khan, Jennifer Holliday, Jennifer Hudson, Shirley Caesar, Stevie Wonder, Eric Holder, Gladys Knight, Tyler Perry, Smokey Robinson és Yolanda Adams.

## Hagyatéka

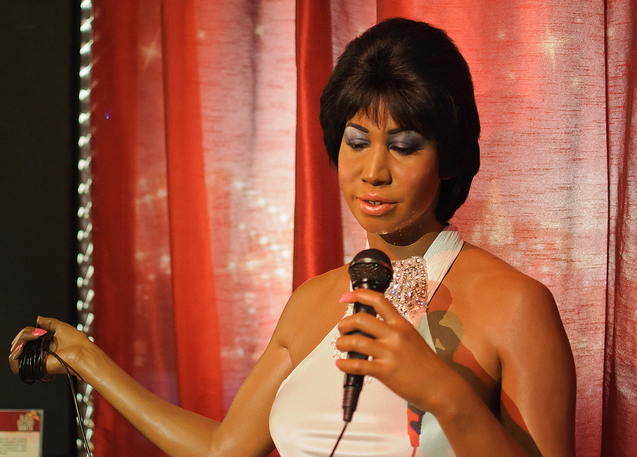
Viaszszobra a New York-i Madame Tussaud-panoptikumban

Kiemelkedő zenei munkássága miatt az 1960-as évek végétől a „soul királynője”-ként hivatkoznak rá. 1979-ben Franklin csillagot kapott a Hollywoodi hírességek sétányán, hangját 1985-ben Michigan állam „természeti kincsének” nevezték. 1987-ben az első női előadóvá vált, akit beválasztottak a Rock and Roll hírességek csarnokába. A Hangfelvételművészetek és -tudományok Nemzeti Akadémiája (NARAS) 1991-ben Grammy Legenda-díjjal illette, három évvel később, 1994-ben pedig Franklin megkapta a Grammy-életműdíjat. 1994-ben a Kennedy Center Honors kitüntetettje volt, több előadó is előtte tisztelgett előadásával. 1999-ben többek között neki is odaítélték a legmagasabb szintű, művészeknek szánt állami kitüntetést, a National Medal of Arts elismerést, melyet személyesen az amerikai elnöktől vehetett át. 2005-ben az Elnöki Szabadság-érdemrend díjazottja volt, ezzel elismerve kiemelkedő munkásságát a zenében.
Madonnát követően Franklin volt a második női előadó, akit beválasztottak a brit Hall of Fame-be, 2005-ben. 2008-ban a MusiCares Év embere díját nyerte el. 2011-ben műtétét és felépülését követően az 53. Grammy-gálán megemlékezést szerveztek Franklin számára, amely során olyan előadók léptek színpadra, mint Christina Aguilera, Florence Welch, Jennifer Hudson, Martina McBride és Yolanda Adams. Ugyanabban az évben a Billboard minden idők legjobb Hot 100-as előadói között említette meg Franklint, míg a Rolling Stone magazin minden idők egyik legjobb énekeseként írt róla.

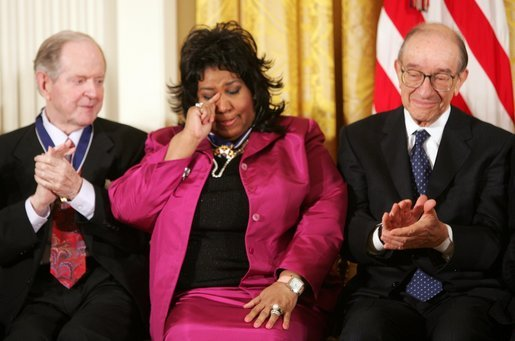
Az Elnöki Szabadság-érdemrend átvételén, a Fehér Házban.

Franklint 2012-ben a GMA (gospelzenészek támogatására létrejött szervezet) beválasztotta a Gospel Zenei Hírességek Csarnokába. Franklint az amerikai polgárjogi mozgalmak egyik kulcsfontosságú személyének, a fekete Amerika egyik legjelentősebb hangjának, illetve a fekete egyenjogúság szimbólumának tartották. 2014-ben 249516 Aretha néven kisbolygót neveztek el róla.
„Életre kel az amerikai történelem, amikor Aretha énekel. Senki nem testesíti meg tökéletesebben az afroamerikai spiritualitás, a blues, az R&B és a rock and roll közti kapcsolatot... azt a folyamatot, amely során a sok nehézség és bánat egyfajta szépségbe, életerőbe és reménybe vált át.” – Barack Obama amerikai elnök Aretha Franklin előadását követően 2015-ben.
2017. június 8-án Detroit városvezetése úgy döntött, hogy Aretha Franklin tiszteletére utcát neveznek el a városban: a Madison Street Brush és Witherell Street közti szakasza megkapta az „Aretha Franklin Way” nevet.
2018. január 29-én megerősítették, hogy Jennifer Hudson fogja alakítani az énekesnőt a róla szóló életrajzi filmben. 2018. november 14-ére Franklin tiszteletére koncertet szerveztek a New York-i Madison Square Gardenben.
2014-ben Franklin tiszteletbeli diplomát kapott a Harvard Egyetemtől. Zenei munkásságáért tiszteletbeli doktorátust adományoztak neki a következő felsőoktatási intézmények: Princetoni Egyetem (2012), Yale Egyetem (2010), Brown Egyetem (2009), Berklee College of Music (2006), New England Conservatory of Music (1995) és Michigani Egyetem (1987).

## Díjak és elismerések
| Év   | Kategória                                            | Jelölt felvétel                              | Eredmény | Forr. |
| ---- | ---------------------------------------------------- | -------------------------------------------- | -------- | ----- |
| 1967 | Legjobb R&B felvétel                                 | Respect                                      | Elnyerte | [ 1 ] |
| 1967 | Legjobb női R&B előadó                               | Respect                                      | Elnyerte | [ 1 ] |
| 1968 | Legjobb női R&B előadó                               | Chain of Fools                               | Elnyerte | [ 1 ] |
| 1969 | Legjobb női R&B előadó                               | Share Your Love with Me                      | Elnyerte | [ 1 ] |
| 1970 | Legjobb női R&B előadó                               | Don't Play That Song                         | Elnyerte | [ 1 ] |
| 1971 | Legjobb női R&B előadó                               | Bridge over Troubled Water                   | Elnyerte | [ 1 ] |
| 1972 | Legjobb női R&B előadó                               | To Be Young, Gifted and Black                | Elnyerte | [ 1 ] |
| 1972 | Legjobb soul gospel előadás                          | Amazing Grace                                | Elnyerte | [ 1 ] |
| 1972 | Legjobb soul gospel előadás                          | Precious Memories                            | Jelölve  | [ 1 ] |
| 1972 | Legjobb női popénekes teljesítmény                   | Day Dreaming                                 | Jelölve  | [ 1 ] |
| 1973 | Legjobb női R&B előadó                               | Master of Eyes                               | Elnyerte | [ 1 ] |
| 1974 | Legjobb női R&B előadó                               | Ain't Nothing Like the Real Thing            | Elnyerte | [ 1 ] |
| 1976 | Legjobb női R&B előadó                               | Something He Can Feel                        | Jelölve  | [ 1 ] |
| 1977 | Legjobb női R&B előadó                               | Break It to Me Gently                        | Jelölve  | [ 1 ] |
| 1978 | Legjobb női R&B előadó                               | Almighty Fire (album)                        | Jelölve  | [ 1 ] |
| 1980 | Legjobb női R&B előadó                               | I Can't Turn You Loose                       | Jelölve  | [ 1 ] |
| 1981 | Legjobb női R&B előadó                               | Hold On! I'm Comin                           | Elnyerte | [ 1 ] |
| 1982 | Legjobb női R&B előadó                               | Jump to It (album)                           | Jelölve  | [ 1 ] |
| 1983 | Legjobb női R&B előadó                               | Get It Right (album)                         | Jelölve  | [ 1 ] |
| 1985 | Legjobb női R&B előadó                               | Freeway of Love                              | Elnyerte | [ 1 ] |
| 1985 | Legjobb R&B előadás – duó vagy csapat                | Sisters Are Doin' It For Themselves          | Jelölve  | [ 1 ] |
| 1986 | Legjobb női R&B előadó                               | Jumpin' Jack Flash                           | Jelölve  | [ 1 ] |
| 1987 | Legjobb női R&B előadó                               | Aretha                                       | Elnyerte | [ 1 ] |
| 1987 | Legjobb R&B előadás – duó vagy csapat                | I Knew You Were Waiting (For Me)             | Elnyerte | [ 1 ] |
| 1988 | Legjobb női soul gospel előadás                      | One Lord, One Faith, One Baptism             | Elnyerte | [ 1 ] |
| 1988 | Legjobb soul gospel előadás – duó, csapat vagy kórus | Oh Happy Day                                 | Jelölve  | [ 1 ] |
| 1989 | Legjobb R&B előadás – duó vagy csapat                | Gimme Your Love                              | Jelölve  | [ 1 ] |
| 1989 | Legjobb R&B előadás – duó vagy csapat                | It Isn't, It Wasn't, It Ain't Never Gonna Be | Jelölve  | [ 1 ] |
| 1989 | Legjobb női R&B előadó                               | Through the Storm (album)                    | Jelölve  | [ 1 ] |
| 1991 | Legjobb női R&B előadó                               | What You See Is What You Sweat (album)       | Jelölve  | [ 1 ] |
| 1991 | Legjobb R&B előadás – duó vagy csapat                | Doctor's Orders                              | Jelölve  | [ 1 ] |
| 1993 | Legjobb női R&B előadó                               | Someday We'll All Be Free                    | Jelölve  | [ 1 ] |
| 1994 | Legjobb női R&B előadó                               | A Deeper Love                                | Jelölve  | [ 1 ] |
| 1998 | Legjobb női R&B előadó                               | A Rose Is Still a Rose (dal)                 | Jelölve  | [ 1 ] |
| 1998 | Legjobb R&B album                                    | A Rose Is Still a Rose (album)               | Jelölve  | [ 1 ] |
| 1999 | Legjobb R&B előadás – duó vagy csapat                | Don't Waste Your Time                        | Jelölve  | [ 1 ] |
| 2003 | Legjobb R&B album                                    | So Damn Happy                                | Jelölve  | [ 1 ] |
| 2003 | Legjobb hagyományos R&B előadás                      | Wonderful                                    | Elnyerte | [ 1 ] |
| 2005 | Legjobb hagyományos R&B előadás                      | A House Is Not a Home                        | Elnyerte | [ 1 ] |
| 2007 | Legjobb gospel előadás                               | Never Gonna Break My Faith                   | Elnyerte | [ 1 ] |
| 2010 | Legjobb R&B előadás – duó vagy csapat                | You've Got A Friend                          | Jelölve  | [ 1 ] |

## Diszkográfia
Aretha Franklin összesen negyvenkettő stúdióalbumot jelentetett meg:
- Songs of Faith (1956)
- Aretha: With The Ray Bryant Combo (1961)
- The Electrifying Aretha Franklin (1962)
- The Tender, the Moving, the Swinging Aretha Franklin (1962)
- Laughing on the Outside (1963)
- Unforgettable: A Tribute to Dinah Washington (1964)
- Runnin' Out of Fools (1964)
- Yeah!!! (1965)
- Soul Sister (1966)
- Take It Like You Give It (1967)
- I Never Loved a Man the Way I Love You (1967)
- Aretha Arrives (1967)
- Take a Look (1967)
- Lady Soul (1968)
- Aretha Now (1968)
- Soft and Beautiful (1969)
- Soul '69 (1969)
- This Girl's in Love with You (1970)
- Spirit in the Dark (1970)
- Young, Gifted and Black (1972)
- Hey Now Hey (The Other Side of the Sky) (1973)
- Let Me in Your Life (1974)
- With Everything I Feel in Me (1974)
- You (1975)
- Sparkle (1976)
- Sweet Passion (1977)
- Almighty Fire (1978)
- La Diva (1979)
- Aretha (1980)
- Love All the Hurt Away (1981)
- Jump to It (1982)
- Get It Right (1983)
- Who's Zoomin' Who? (1985)
- Aretha (1986)
- Through the Storm (1989)
- What You See Is What You Sweat (1991)
- A Rose Is Still a Rose (1998)
- So Damn Happy (2003)
- This Christmas, Aretha (2008)
- Aretha: A Woman Falling Out of Love (2011)
- Aretha Franklin Sings the Great Diva Classics (2014)
- A Brand New Me (2017)

## Első helyezést elért R&B felvételek
Az amerikai Billboard Hot R&B/Hip-Hop Songs listán az alábbi dalok értek el első helyezést:
1. I Never Loved a Man (The Way I Love You) (1967)
2. Respect (1967)
3. Baby I Love You (1967)
4. Chain of Fools (1967)
5. (Sweet Sweet Baby) Since You've Been Gone (1968)
6. Think (1968)
7. Share Your Love with Me (1969)
8. Call Me (1970)
9. Don't Play That Song (You Lied) (1970)
10. Bridge Over Troubled Water (1971)
11. Spanish Harlem (1971)
12. Day Dreaming (1972)
13. Angel (1973)
14. Until You Come Back to Me (That's What I'm Gonna Do) (1973)
15. I'm in Love (1974)
16. Something He Can Feel (1976)
17. Break It to Me Gently (1977)
18. Jump to It (1982)
19. Get It Right (1983)
20. Freeway of Love (1985)

## Filmográfia
- Black Rodeo (1972)
- Blues Brothers (1980)
- Listen Up: The Lives of Quincy Jones (1990)
- Blues Brothers 2000 (1998)
- Tom Dowd & the Language of Music (2003)
- The Zen of Bennett (2012)
- Muscle Shoals (2013)